# イオンタウン日向
イオンタウン日向（イオンタウンひゅうが）は宮崎県日向市にあるイオンタウン（旧・ロック開発）運営のショッピングセンターである。イオン日向店（旧ジャスコ日向店、イオン九州運営）と41の専門店を核に14店舗が並ぶ。旧称ロックタウン日向。

## 概要
1998年12月11日にロック開発が日向精錬所跡地に旭ジャスコを核とするショッピングセンターの出店計画を県に提出し、2000年10月7日にロックタウン日向として開店した。2011年9月1日にロック開発がイオンの完全子会社となりイオンタウンと改称されたことに伴って、ショッピングセンターの名称を「イオンタウン日向」に変更した。
地上2階建て。イオン日向店は大型ショッピング施設イオンタウン日向の中核店舗の一つである。北側に隣接している道路は、廃線になった日本貨物鉄道（JR貨物）日豊本線貨物支線（通称細島線）の路線跡。

## 沿革

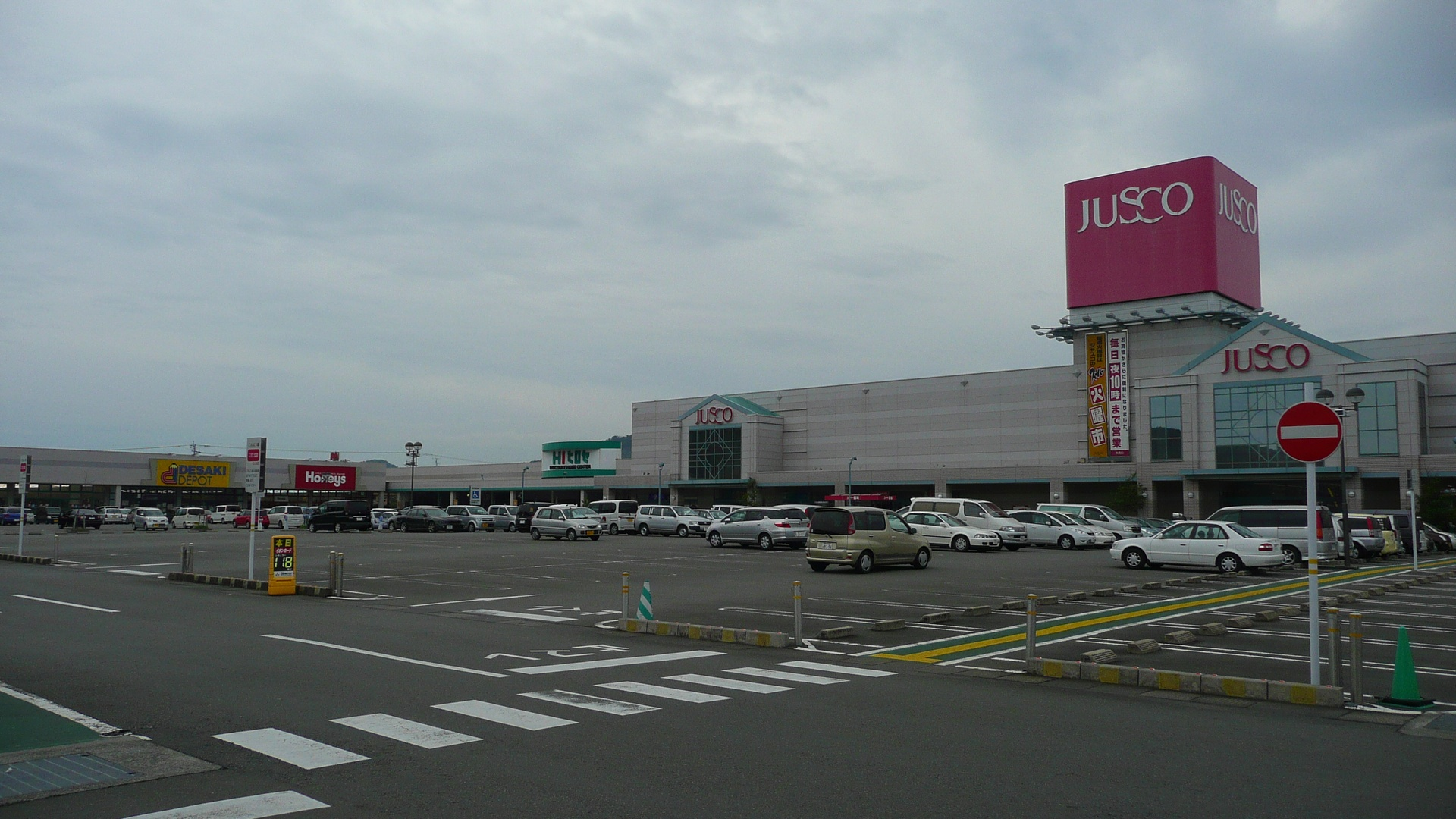
ジャスコ日向店時代の外観（2009年11月）

- 2000年（平成12年）10月7日 - 「ロックタウン日向」がオープン。[要出典]
- 2011年（平成23年）9月1日 - 運営元のロック開発がイオンの子会社となり、名称が「イオンタウン日向」に変更。[要出典]

## フロアとテナント

### フロア概要
イオン日向店は、核店舗のイオン日向店と41の専門店で構成される。

## アクセス

### 自動車
- 宮崎県道15号日知屋財光寺線（小倉ヶ浜有料道路）
- 宮崎県道23号細島港線

### バス
イオンタウン日向バス停留所が敷地内にある。宮崎交通はここを起終点に各方面へ路線が伸びており、事実上日向市富島地域のバスターミナルとなっている。したがって商圏外からも直通便が存在する。いずれも日向市駅付近（日向市駅東口ないし都町）を通る。
- 宮崎交通[広報 2]
  - 門川方面
    - 延岡-イオンタウン日向線
    - 宇納間・小原線

  - 東郷方面（椎葉・神門・池野線）
    - 塚原・上椎葉
    - 池野
    - 神門（浜子橋）
- ぷらっとバス
  - 東1コース[広報 3]
  - 東2コース[広報 4]

## 周辺施設
- 妙国寺庭園
- クルスの海
- 細島港